# Andrey Zhelyazkov
Andrey Zhelyazkov (Radnevo, 9 de julho de 1952) é um ex-futebolista profissional e treinador búlgaro, que atuava como atacante.

## Carreira
Andrey Zhelyazkov fez parte do elenco da Seleção Búlgara de Futebol da Copa do Mundo de 1986 